# Tratado Gutiérrez-Terán

Tratado Gutiérrez-Terán

Tratado Gutiérrez-Terán é um tratado de limites marítimos da Costa Rica e Equador. A definição dos limites de direito marítimo quanto ao conceito de mar patrimonial ou zona económica exclusiva fez com que a Costa Rica e o Equador sejam países limítrofes no Oceano Pacífico, devido à projecção gerada a partir da ilha costa-riquense do Coco. 
Para estabelecer a fronteira entre os dois países, em 12 de março de 1985 os primeiros-ministros da Costa Rica e Equador (Carlos José Gutiérrez Gutiérrez e Edgar Terán, respectivamente) subscreveram em Quito um convénio sobre delimitação de áreas marítimas e submarinas.